# سيدني ديكنسون (رسام)
سيدني ديكنسون (بالإنجليزية: Sidney Dickinson)‏ هو رسام أمريكي، ولد في 28 نوفمبر 1890، وتوفي في أبريل 1980.